# Liste der Eingemeindungen in die Gemeinde Klipphausen
In der ersten Tabelle stehen alle ehemaligen Gemeinden und Gutsbezirke, die direkt nach Klipphausen eingemeindet wurden. Die Gemeinden, die am gleichen Tag eingemeindet wurden, werden in alphabetischer Reihenfolge aufgeführt.
In der zweiten Tabelle stehen die ehemals selbständigen Gemeinden und Gutsbezirke in alphabetischer Reihenfolge, die (zunächst) nicht in die Gemeinde Klipphausen, sondern in eine andere Gemeinde eingegliedert wurden.

## Gebietsänderungen und Eingemeindungen in  die Gemeinde Klipphausen
| Ehemalige Gemeinde bzw. Gutsbezirk | Datum          | Zuwachs in ha | Anmerkung |
| ---------------------------------- | -------------- | ------------- | --------- |
| Klipphausen, Gutsbezirk Rittergut  | um 1922        |               |           |
| Sachsdorf                          | 1. Juli 1950   | 457           |           |
| Sora                               | 1. März 1974   | 690           |           |
| Röhrsdorf                          | 1. Januar 1994 | 704           |           |
| Weistropp                          | 1. Januar 1994 | 980           |           |
| Gauernitz                          | 1. Januar 1999 | 843           |           |
| Scharfenberg                       | 1. Januar 1999 |               |           |
| Triebischtal                       | 1. Juli 2012   | 4991          |           |

## Gebietsänderungen und Eingemeindungen in Gemeinden, die später in die Gemeinde Klipphausen eingemeindet wurden
| Ehemalige Gemeinde bzw. Gutsbezirk                              | Datum                             | Anmerkung |
| --------------------------------------------------------------- | --------------------------------- | --- |
| Alttanneberg                                                    | 1. Juli 1910                      | Zusammenschluss mit Neutanneberg zu Tanneberg |
| Alttanneberg, Gutsbezirk Rittergut                              | um 1922                           | Eingliederung nach Tanneberg |
| Batzdorf, Gutsbezirk Rittergut                                  | um 1922                           | Eingliederung nach Batzdorf |
| Batzdorf                                                        | 1. Juli 1950                      | Eingemeindung nach Scharfenberg |
| Bergwerk                                                        | 1. Mai 1839                       | bildet mit Gruben, Pegenau, Reppina und Reppnitz die Gemeinde Gruben                                                                             |
| Bockwen                                                         | 1. Januar 1973                    | Zusammenschluss mit Polenz zu Bockwen-Polenz, ohne Ortsteil Siebeneichen                                                                         |
| Bockwen-Polenz                                                  | 1. April 1993                     | Eingemeindung nach Scharfenberg |
| Burkhardswalde                                                  | 1. Januar 1973                    | Zusammenschluss mit Munzig zu Burkhardswalde-Munzig                                                                                              |
| Burkhardswalde-Munzig                                           | 1. März 1994                      | Zusammenschluss mit Garsebach und Miltitz zu Triebischtal                                                                                        |
| Constappel                                                      | 1. Oktober 1923 4. September 1928 | Eingemeindung von Gauernitz Umbenennung von Constappel in Gauernitz                                                                              |
| Garsebach                                                       | 1. März 1994                      | Zusammenschluss mit Burkhardswalde-Munzig und Miltitz zu Triebischtal                                                                            |
| Gauernitz (mit Vorwerk Constappel), Gutsbezirk Rittergut        | um 1922                           | Eingliederung nach Gauernitz und das Vorwerk Constappel nach Constappel                                                                          |
| Gauernitz                                                       | 1. Oktober 1923 4. September 1928 | Eingemeindung nach Constappel Umbenennung von Constappel in Gauernitz                                                                            |
| Groitzsch, Gutsbezirk Rittergut                                 | um 1922                           | Eingliederung nach Groitzsch |
| Groitzsch                                                       | 1. Juli 1950                      | Eingemeindung nach Burkhardswalde |
| Gruben                                                          | 1. Mai 1839 1. April 1920         | bildet mit Bergwerk, Pegenau, Reppina und Reppnitz die Gemeinde Gruben Umbenennung in Scharfenberg                                               |
| Hartha                                                          | 1. April 1937                     | Eingemeindung nach Gauernitz |
| Hühndorf                                                        | 1. Juli 1950                      | Eingemeindung nach Weistropp |
| Kettewitz (mit Jokischberg)                                     | 1. April 1938                     | Eingemeindung nach Sönitz |
| Kleinschönberg                                                  | 1. Juli 1950                      | Eingemeindung nach Weistropp |
| Kobitzsch                                                       | 1. April 1937                     | Eingemeindung nach Ullendorf |
| Lampersdorf                                                     | 1. Juli 1950                      | Eingemeindung nach Sora |
| Lotzen, Vorwerk (Bestandteil des Gutsbezirks Rittergut Limbach) | um 1922                           | Eingliederung nach Lotzen |
| Lotzen                                                          | 1. Juli 1950                      | Eingemeindung nach Sora |
| Miltitz, Gutsbezirk Rittergut                                   | um 1922                           | Eingliederung nach Miltitz |
| Miltitz                                                         | 1. März 1994                      | Zusammenschluss mit Garsebach und Burkhardswalde-Munzig zu Triebischtal                                                                          |
| Munzig, Gutsbezirk Rittergut                                    | um 1922                           | Eingliederung nach Munzig |
| Munzig                                                          | 1. Januar 1973                    | Zusammenschluss mit Burkhardswalde zu Burkhardswalde-Munzig                                                                                      |
| Naustadt                                                        | 1. Juli 1950                      | Eingemeindung nach Scharfenberg |
| Neutanneberg                                                    | 1. Juli 1910                      | Zusammenschluss mit Alttanneberg zu Tanneberg |
| Niedergarsebach                                                 | 1. Mai 1839                       | Eingemeindung nach Garsebach |
| Niederpolenz                                                    | zwischen 1. Mai 1839 und 1850     | Zusammenschluss mit Oberpolenz zur Gemeinde Polenz                                                                                               |
| Niederpolenz, Gutsbezirk Rittergut                              | um 1922                           | Eingliederung nach Polenz |
| Niedersemmelsberg                                               | 1. Mai 1839                       | Zusammenschluss mit Obersemmelsberg zur Gemeinde Semmelsberg                                                                                     |
| Oberpolenz                                                      | zwischen 1. Mai 1839 und 1850     | Zusammenschluss mit Niederpolenz zur Gemeinde Polenz                                                                                             |
| Oberpolenz, Gutsbezirk Rittergut                                | um 1922                           | Eingliederung nach Polenz |
| Obersemmelsberg                                                 | 1. Mai 1839                       | Zusammenschluss mit Niedersemmelsberg zur Gemeinde Semmelsberg                                                                                   |
| Pegenau                                                         | 1. Mai 1839                       | bildet mit Bergwerk, Gruben, Reppina und Reppnitz die Gemeinde Gruben                                                                            |
| Perne (Bernhäuser)                                              | 1. Mai 1839                       | Eingemeindung nach Rothschönberg |
| Pinkowitz                                                       | 1. April 1937                     | Eingemeindung nach Gauernitz |
| Piskowitz                                                       | 1. April 1938                     | Eingemeindung nach Sönitz |
| Polenz                                                          | 1. Januar 1973                    | Zusammenschluss mit Bockwen zu Bockwen-Polenz |
| Reichenbach                                                     | 1. Juli 1950                      | Eingemeindung nach Scharfenberg, ohne Ortsteil Spittewitz                                                                                        |
| Reppina                                                         | 1. Mai 1839                       | bildet mit Bergwerk, Gruben, Pegenau und Reppnitz die Gemeinde Gruben                                                                            |
| Reppnitz                                                        | 1. Mai 1839                       | bildet mit Bergwerk, Gruben, Pegenau und Reppina die Gemeinde Gruben                                                                             |
| Riemsdorf                                                       | 1. Juli 1950                      | Eingemeindung nach Scharfenberg |
| Robschütz, Gutsbezirk Rittergut                                 | um 1922                           | Eingliederung nach Robschütz |
| Robschütz                                                       | 1. Juli 1950                      | Eingemeindung nach Garsebach |
| Roitzschen                                                      | 1. November 1935                  | Eingemeindung nach Miltitz |
| Roitzschwiese                                                   | 1925                              | Umgliederung von Robschütz nach Roitzschen |
| Rothschönberg (mit Vorwerk Perne), Gutsbezirk Rittergut         | um 1922                           | Eingliederung nach Rothschönberg |
| Rothschönberg                                                   | 1. Januar 1973                    | Eingemeindung nach Tanneberg |
| Scharfenberg, Gutsbezirk Rittergut                              | 1. April 1920                     | Eingliederung des Gutsbetzirkes mit Rittergut und Schloss Scharfenberg nach Gruben, gleichzeitig Umbenennung der Gemeinde Gruben in Scharfenberg |
| Schmiedewalde                                                   | 1. Juli 1950                      | Eingemeindung nach Burkhardswalde |
| Seeligstadt                                                     | 1. Juli 1950                      | Eingemeindung nach Taubenheim |
| Semmelsberg                                                     | 1. April 1939                     | Eingemeindung nach Garsebach |
| Siebeneichen (*), Gutsbezirk Rittergut                          | um 1922 1. Januar 1973            | Eingliederung nach Bockwen Umgliederung nach Meißen                                                                                              |
| Sönitz                                                          | 1. Januar 1974                    | Eingemeindung nach Taubenheim |
| Spittewitz                                                      | 1. Mai 1839 1. Juli 1950          | bildet mit Reichenbach eine Gemeinde Umgliederung von Reichenbach nach Bockwen                                                                   |
| Tanneberg                                                       | 1. Januar 1999                    | Eingemeindung nach Triebischtal |
| Taubenheim, Gutsbezirk Rittergut                                | um 1922                           | Eingliederung nach Taubenheim |
| Taubenheim                                                      | 1. November 2003                  | Eingemeindung nach Triebischtal |
| Ullendorf                                                       | 1. Juli 1950                      | Eingemeindung nach Taubenheim |
| Weistropp, Gutsbezirk Rittergut                                 | um 1922                           | Eingliederung nach Weistropp |
| Weitzschen                                                      | 1. April 1938                     | Eingemeindung nach Sönitz |
| Wildberg, Gutsbezirk Rittergut                                  | um 1922                           | Eingliederung nach Wildberg |
| Wildberg                                                        | 1. Juli 1950                      | Eingemeindung nach Gauernitz |
| Zwuschwitz                                                      | 1. Mai 1839                       | Eingemeindung nach Miltitz |

(*) Ortsteil gehört nicht zur Gemeinde Klipphausen